# Bleistift

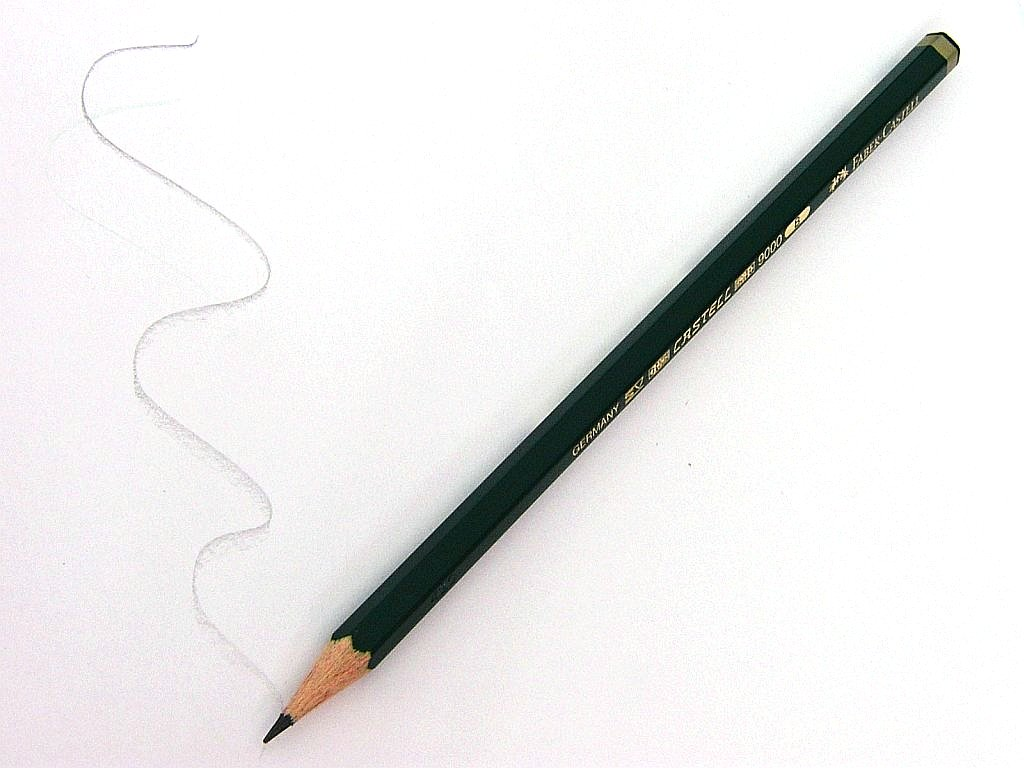
Ein handelsüblicher Bleistift

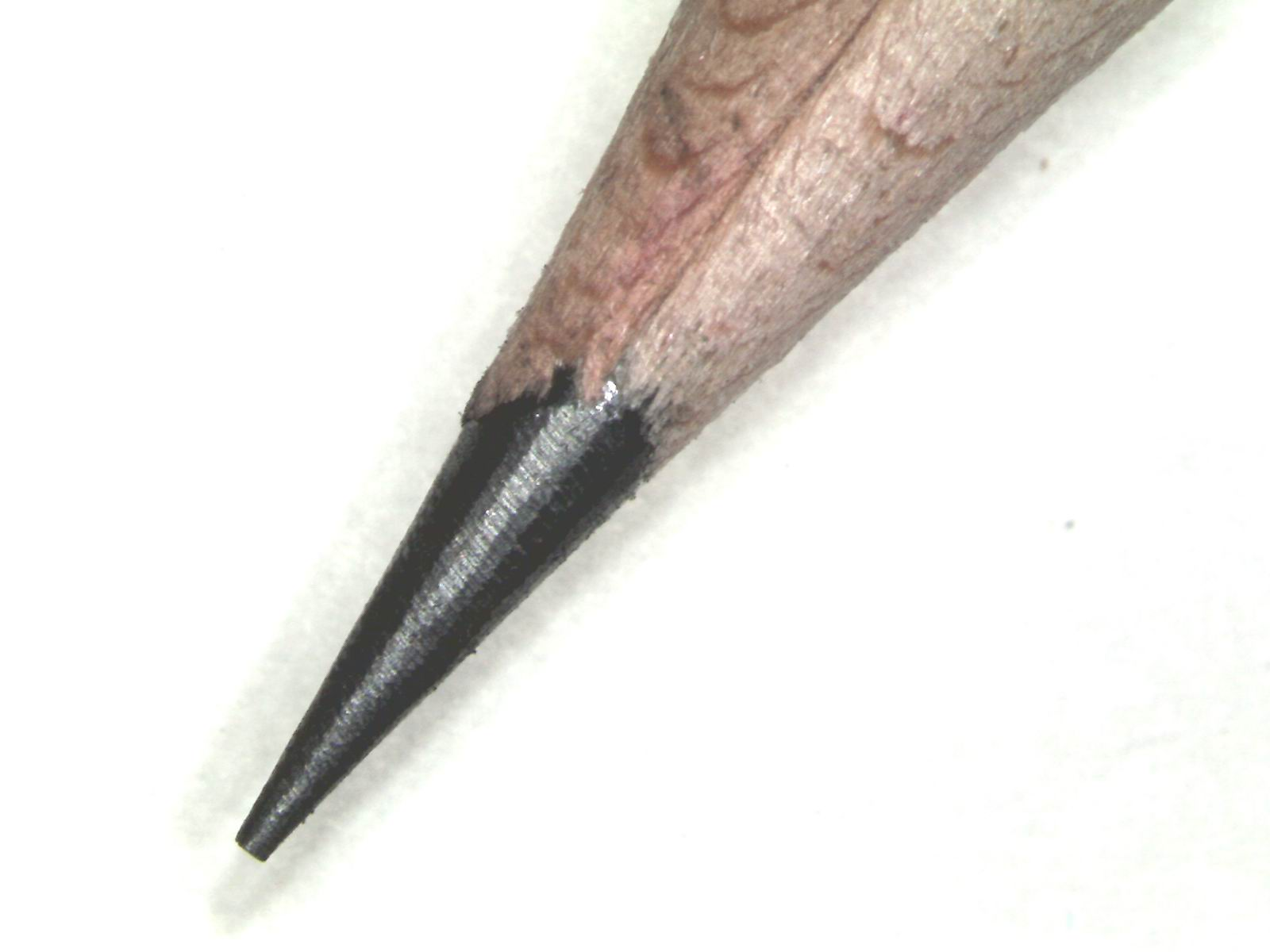
Bleistiftspitze

Ein Bleistift ist ein Schreibgerät mit einer Mine, die in einem Schaft eingebettet ist. Ursprünglich wurden Bleigriffel mit Spitzen aus echtem Blei verwendet. Seit dem 19. Jahrhundert wird die Mine aus einem Graphit-Ton-Gemisch gebrannt, der Name Bleistift blieb erhalten, auch wenn kein Blei mehr enthalten ist. Der Schaft wird in der Regel aus Holz gefertigt, häufig aus dem fälschlich Zedernholz genannten Holz des Virginischen Wacholders. Geläufig sind auch Druckbleistifte und Fallminenstifte mit Kunststoff- oder Metallmantel.

## Geschichte

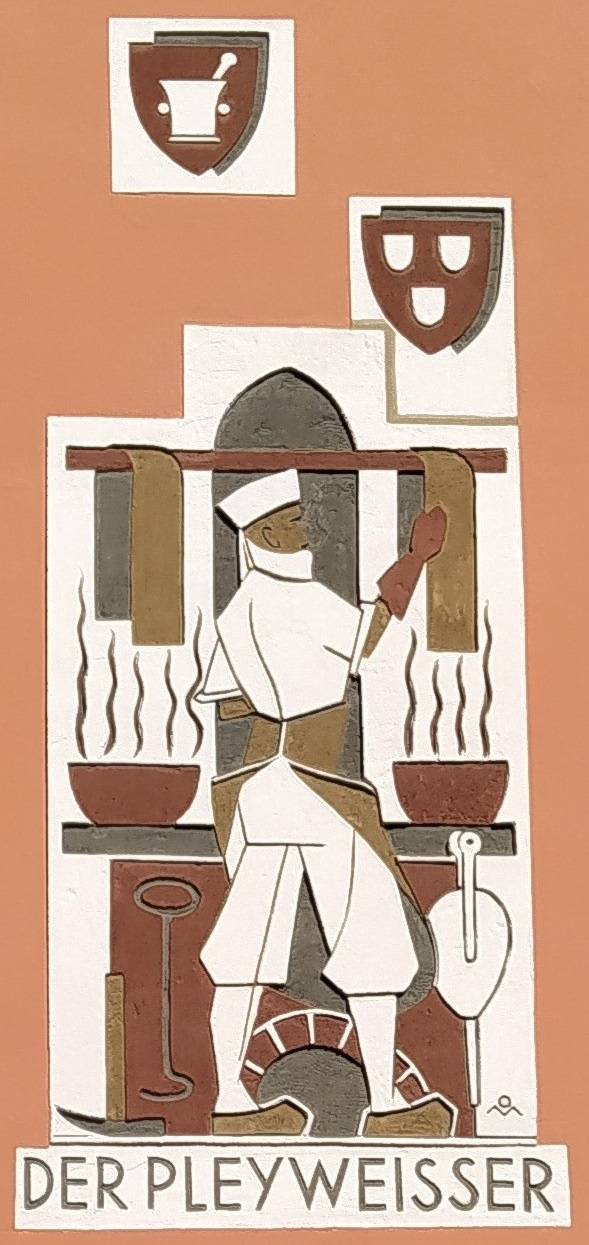
Bleiweißgießer auf einem Sgraffito

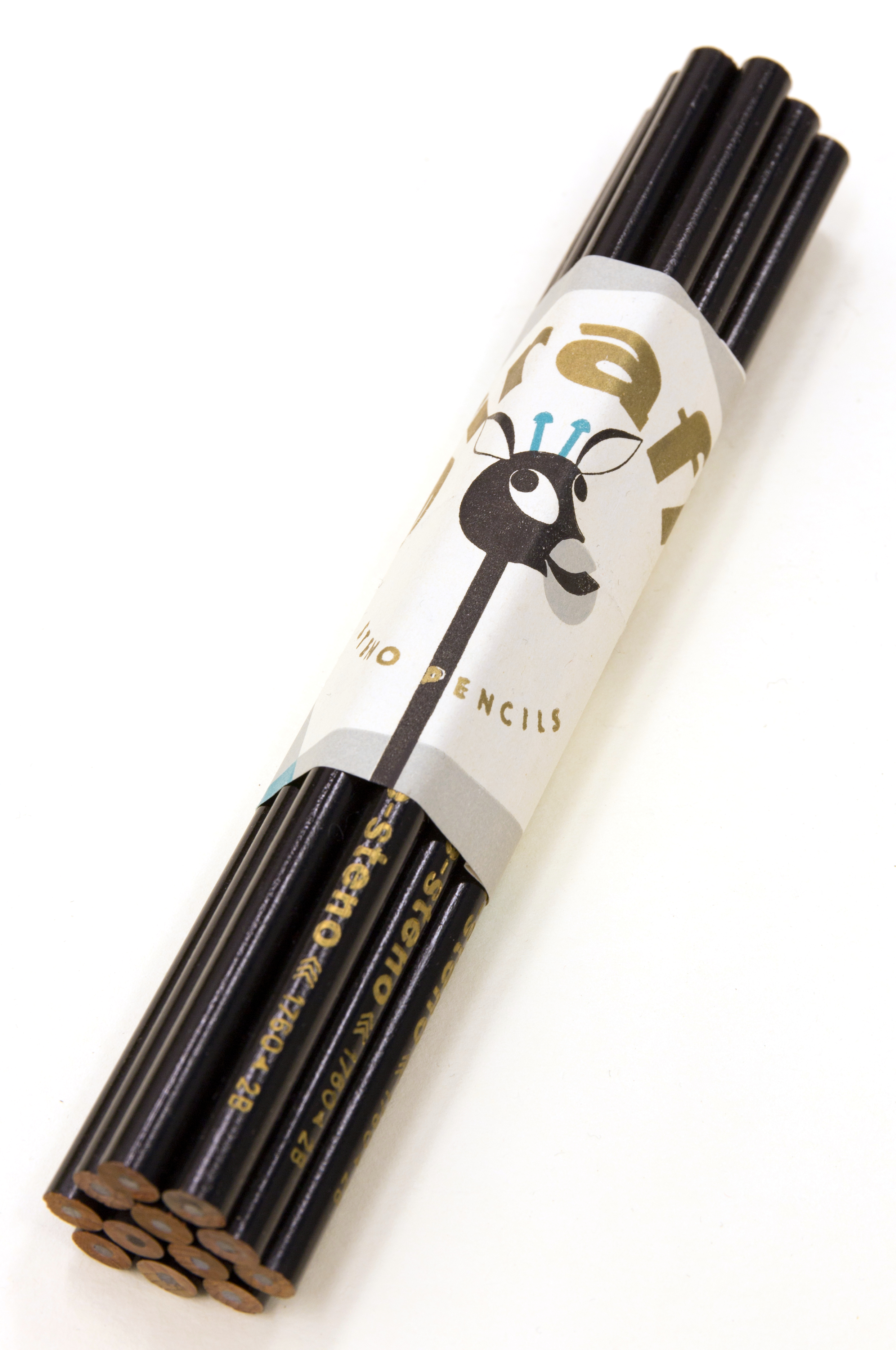
Bleistiftbündel von Bohemia Works aus dem Bauministerium der DDR im Bestand des MEK

Blei hinterlässt auf Papier eine ähnliche Spur wie Graphit und wurde schon früh zum Schreiben benutzt. Bei Plinius dem Älteren ist überliefert, dass in der Antike auf Grund der günstigen Abriebeigenschaften des Metalls reine Bleigriffel (lateinisch stilus plumbeus) verwendet wurden. In der Antike benutzte man auch kleine, runde Bleischeiben zum Linienziehen. Neben dem echten Bleigriffel mit Bleispitze wurden auch Silberstifte (Silbergriffel) zum Schreiben und Zeichnen verwendet. Gegen Ende des 18. Jahrhunderts wurden Bleigriffel bzw. echte Bleistifte aus Blei und Silberstifte durch Graphitstifte abgelöst. Die Bezeichnung Bleistift blieb jedoch und sorgt noch heute selbst in der Kunstszene für Verwechslungen.
Der Bleistift wurde um 1550 erfunden und in der nordenglischen Ortschaft Keswick erstmals ab 1558 gefertigt. Das 1564 im nahe gelegenen Borrowdale entdeckte Graphitvorkommen hatte an der Verbreitung des Bleistiftes maßgeblichen Anteil. In den 1660er Jahren wurden in Holz eingefasste Graphitstäbe aus Borrowdale-Graphit in vielen Ländern verwendet. Man hielt den Graphit damals für Bleierz, woraus sich der missverständliche Name Bleistift ableitet.
1562 erwähnte Johannes Mathesius in einer Druckschrift in Nürnberg, dass man „jetzt aufs Papier mit einem neuen und selbstwachsnen Metal zu schreiben pfleget“. In Deutschland sprach man deshalb vom „Schwarzen Bleiweiß“. Das damals als „Pleyweiss“ bekannte Graphit hat also nichts mit Bleiweiß oder Bleiglanz zu tun. Auch wenn unbekannt ist, wer der erste deutsche Bleistiftmacher war, ist zumindest Friedrich Staedtler der erste, mit dem sich die Nürnberger Behörden 1662 befasst haben. Seitdem entwickelte sich in der Gegend um Nürnberg das Handwerk der Pleyweisser als freie Kunst holzverarbeitender Handwerker wie Schreiner, Weißmacher (Verarbeiter von „weißem Holz“ wie Birke oder Ahorn), Büchsenmacher, sowie der Bleiweißschneider (hervorgegangen aus den Schrötern, die Kreide und Rötel, dann auch Graphit zersägten) und später die Bleiweißgießer, die das minderwertigere kontinentale Graphit aus Italien oder Böhmen vor der Verarbeitung aufarbeiteten. Da das zerstoßene, gereinigte und später wieder verschmolzene Graphit recht spröde war, schob man die Minen in eine Halterung aus Rohr oder Metall, erst später wurden sie in Holz verleimt. Diese Weiterentwicklung kam aus Italien. Seit den 1660er Jahren entwickelte sich die Spezialisierung auf Bleistifte zum Handwerk, das ab 1708 als Fachrichtung des Schreinerhandwerks und ab 1731 als selbständiges Geschworenes Handwerk anerkannt wurde.
1766 erteilte die Bayerische Regierung dem Grafen Kronsfeld die Konzession zur Errichtung einer Bleistiftfabrik in Zeltenbach. 1778 wies der deutsch-schwedische Chemiker Carl Wilhelm Scheele nach, dass es sich bei dem da schon seit bald 200 Jahren verwendeten Rohstoff um ein auf Kohlenstoff basierendes Mineral und nicht um Blei handelt. Erst zehn Jahre später gab der Mineraloge Abraham Gottlob Werner ihm den Namen Graphit, der von dem griechischen Wort graphein (deutsch: schreiben) abgeleitet ist. Da der reine Graphit aus Borrowdale zumeist für militärische Zwecke eingesetzt wurde, zum Beispiel zur Herstellung von Schmelztiegeln für Kanonenkugeln, verhängte England zeitweise Exportverbote, woraufhin die Beschaffungskosten enorm stiegen. Bis dahin galt ausschließlich der Borrowdale-Graphit als rein genug zum Schreiben.
1790 vermischte der Wiener Joseph Hardtmuth erstmals Graphitstaub mit Ton und Wasser und brannte ihn in einem Ofen. Je nach Menge des Tons konnte er damit den Härtegrad festlegen. Joseph Hardtmuth begründete später das österreichische Unternehmen Koh-i-Noor Hardtmuth (persisch f. „Berg von Licht“, nach dem berühmten Koh-i-Noor-Diamanten). Sein Enkel Friedrich von Hardtmuth verfeinerte die bahnbrechende Erfindung und schuf 1889 den Koh-i-noor-Stift, bei dem der Käufer aus 17 Härtegraden wählen konnte.

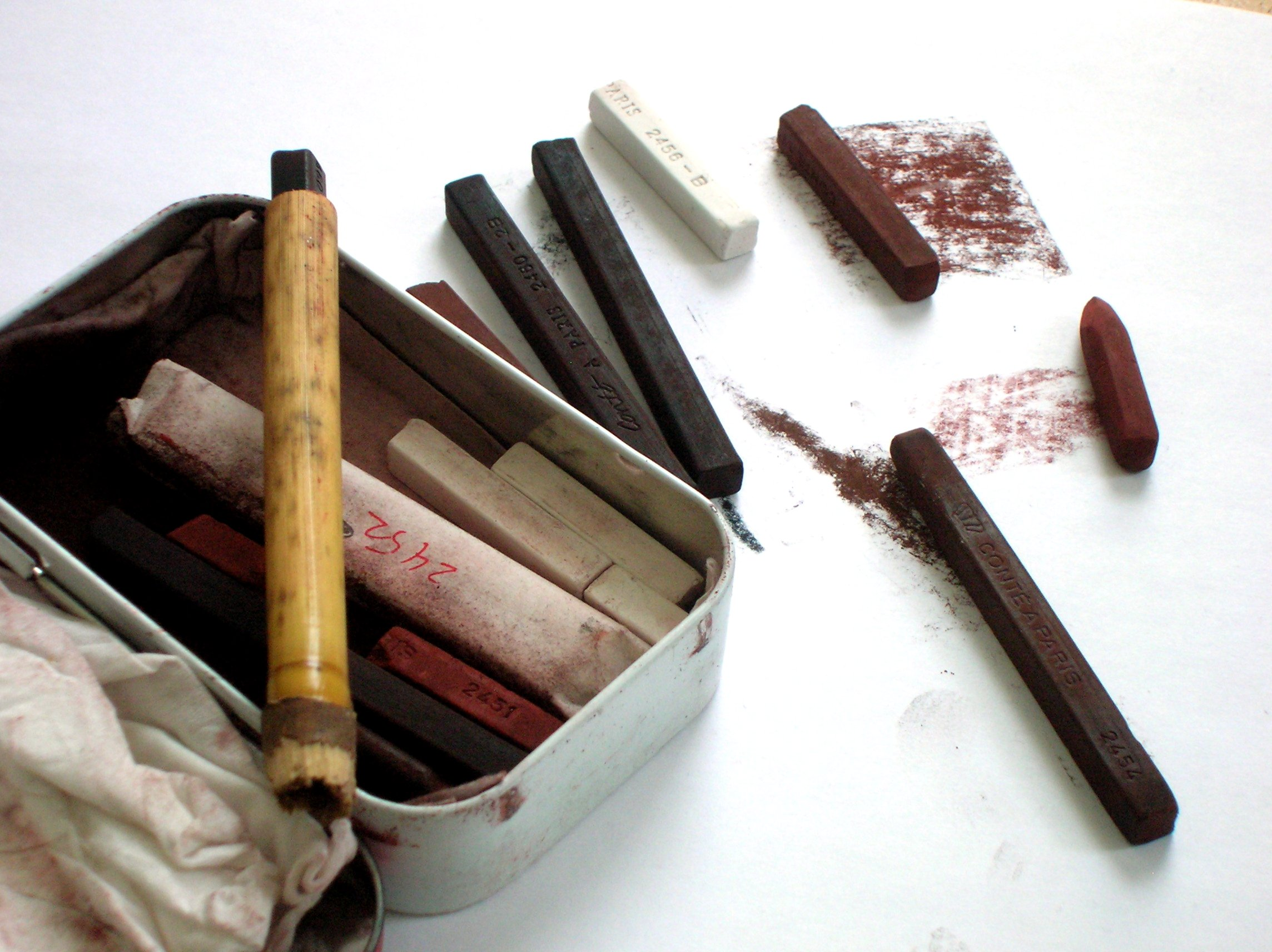
Conté-Stifte

Die Anfang des 19. Jahrhunderts aufkommende Industrie wurde von der bayerischen Regierung in besonderen Schutz genommen. 1795 entdeckte der Franzose Nicolas-Jacques Conté ein Verfahren, mit dem auch unreiner Graphit aus deutschen und österreichischen Bergwerken verwendet werden konnte. Er pulverisierte das abgebaute Material und schlämmte dann den Graphit aus. Später entdeckte er dann unabhängig von Hardtmuth auch die Härtegrade. Hardtmuth und Conté gelten damit als die Begründer für den Erfolg des modernen Bleistifts. Bis zur Mitte des 19. Jahrhunderts war diese Fertigungsweise weit verbreitet und führte in Nürnberg und Umgebung zur Gründung der Unternehmen Faber-Castell (handwerkliche Herstellung seit 1761), Lyra, Staedtler und Schwan-Stabilo.

## Benennungen
Die Schreibstifte hießen in Deutschland zunächst Reißblei, Schreibblei oder Wasserblei, danach Bleistifte oder Bleiweißstifte. Noch bis ins 20. Jahrhundert wurde der Bleistift auch im Deutschen oft nach dem französischen Wort Crayon genannt.

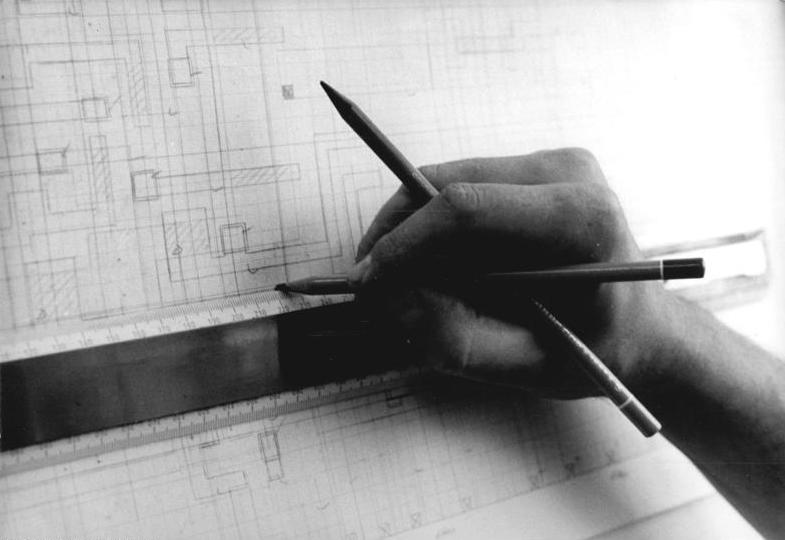
Technisches Zeichnen mit Bleistiften am Reißbrett

## Verwendung und Vorteile
Hauptsächlich wird der Bleistift für Zeichnungen, technische oder künstlerische Skizzen und zum Stenografieren verwendet; für Notizen sogar als ausschließliches Schreibgerät von Schreibanfängern.
Seine Vorteile liegen in:
- der einfachen Handhabung,
- der Tatsache, dass er weder schmieren (wie ein Kuli) noch klecksen (wie ein Füller) kann,
- der Möglichkeit, das Gezeichnete oder Geschriebene mit einem Radiergummi wieder zu entfernen,
- der Möglichkeit, auch mit der Spitze nach oben, d. h. kopfüber, zu schreiben
(was ja mit einem Füller oder normalen Kugelschreiber nicht geht),
- einer vergleichsweise hohen Lichtechtheit,
- der relativen Wischfestigkeit sowie
- der langen Standzeit ohne Aus- oder Eintrocknen.

## Funktionsweise
Die Schreibfähigkeit des Bleistifts basiert auf der schichtartigen Kristallstruktur des Graphits, den sogenannten Graphen-Lagen, die eine Modifikation des Kohlenstoffs darstellen. Zwischen ihnen bestehen nur sehr schwache Van-der-Waals-Wechselwirkungen. Daher können diese Schichten leicht gegeneinander verschoben und beim Schreiben auf eine Oberfläche abgerieben werden.

## Herstellung
Die Mine eines Bleistifts besteht aus Graphit als Pigment, Ton als Bindemittel sowie Fetten und Wachsen als Imprägniermittel. Für Minen von Feinminenstiften wird statt Ton ein Polymergerüst als Bindemittel verwendet.
Das Mischungsverhältnis von Graphit und Ton ist für die Härte der Mine entscheidend. Je höher der Graphitanteil ist, desto weicher wird die Mine. Grob variiert der Graphitanteil zwischen 20 % und 90 %. Die tatsächliche Härte der Mine wird außerdem von der Brennhitze und -dauer beeinflusst. Der Durchmesser der Minen beginnt bei 0,3 mm (Feinminenstift) und beträgt bei gängigen Stiften 2 mm.
Die gemischten Ausgangsstoffe werden durch eine Düse zu einem Strang gepresst und daraufhin abgeschnitten. Dieser wird anschließend getrocknet und danach bei ca. 900 °C gebrannt. Anschließend wird die fertige Mine mit Wachs oder Palmöl veredelt, was einen geschmeidigen Abrieb ermöglicht.

Herstellung

In eine Holzplatte werden nebeneinander viele Nuten gefräst. In diese Nuten werden die fertig gebrannten Minen eingelegt. Diese Platte wird mit einer weiteren, heutzutage ebenso genuteten, Platte verklebt. Dann wird dieses Gebilde zu Bleistiften zersägt und, häufig, lackiert.

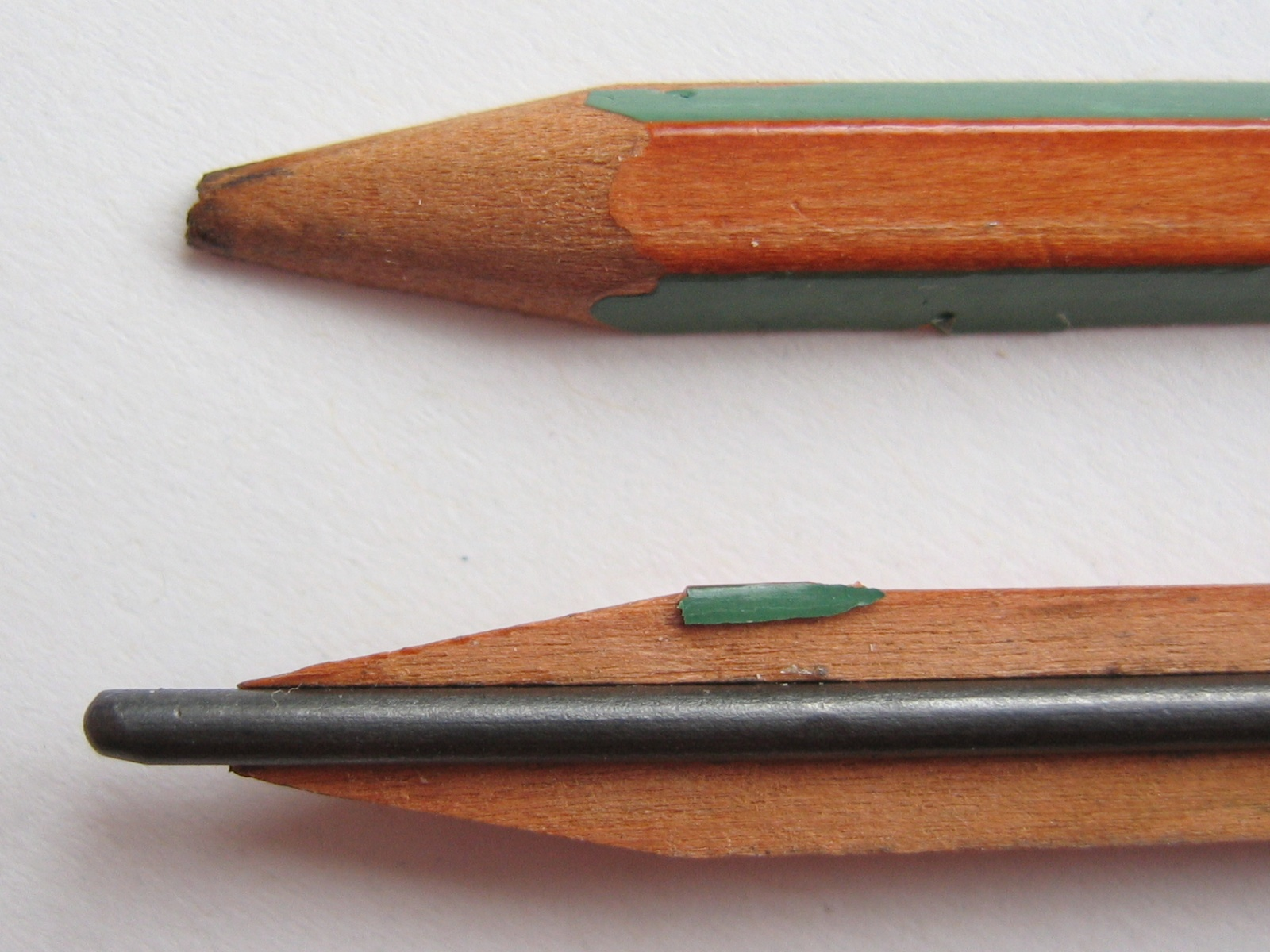
Fertiger sechseckiger Bleistift, längs gespalten

Der Querschnitt der Stifte ist meist sechseckig, damit sie auf einer geneigten Fläche nicht davonrollen; ferner ist diese Variante leichter herzustellen als beispielsweise runde Bleistifte. Stenografen jedoch verwenden runde Stifte, weil sich diese beim stundenlangen Schreiben nicht so sehr in die Finger eindrücken. Die genau zentrische Lage der Mine im Holz ist ein Qualitätsmerkmal.
Lange galt Zedernholz als das geeignetste Holz für Bleistifte, weil es sich aufgrund der wenigen Astlöcher leicht durch einen Anspitzer schneiden lässt. Da Zedernholz jedoch langsam wächst und somit teuer ist, wird heute auch oft Pinienholz eingesetzt; auch Ahorn und Linde eignen sich. In der DDR wurden mangels Zedernholz andere Hölzer eingesetzt, die, um sie schnittweicher zu machen, mit einem Pilz durchsetzt wurden.
Verwendete Bleistifthölzer sind neben denen des Virginischen Wacholders die von Juniperus bermudiana, Juniperus procera oder anderen Juniperus-Arten, weiter die der Weihrauchzeder (Calocedrus decurrens), Abies concolor, Strobe (Pinus strobus), Pinus caribaea, Dyera costulata, Linde (Tilia), Pappel (Populus) und Gmelina arborea sowie von Macaranga peltata, verwendet werden auch Arve, Waldkiefer (Pinus sylvestris) und Buchen. Weitere Arten, deren Hölzer genutzt werden, sind Triplochiton scleroxylon, Alstonia scholaris, Alstonia congensis, Toona ciliata und Thuja plicata.

## Härtebezeichnung
| Bezeichnung | Bezeichnung | Bezeichnung | Charakter               | Anwendungsbeispiele                                          |
| ----------- | ----------- | ----------- | ----------------------- | ------------------------------------------------------------ |
| Europa      | USA         | RUS         | Charakter               | Anwendungsbeispiele                                          |
| 9B          | –           | –           | sehr weich, tiefschwarz | für künstlerische Zwecke: - Skizzen - Studien - Entwürfe     |
| 8B          | –           | –           | sehr weich, tiefschwarz | für künstlerische Zwecke: - Skizzen - Studien - Entwürfe     |
| 7B          | –           | –           | sehr weich, tiefschwarz | für künstlerische Zwecke: - Skizzen - Studien - Entwürfe     |
| 6B          | –           | –           | sehr weich, tiefschwarz | für künstlerische Zwecke: - Skizzen - Studien - Entwürfe     |
| 5B          | –           | –           | sehr weich, tiefschwarz | für künstlerische Zwecke: - Skizzen - Studien - Entwürfe     |
| 4B          | –           | –           | sehr weich, tiefschwarz | für künstlerische Zwecke: - Skizzen - Studien - Entwürfe     |
| 3B          | –           | –           | weich, tonsatt          | - Freihandzeichnen - Schreiben (eingeschränkt)               |
| 2B          | –           | 2М          | weich, tonsatt          | - Freihandzeichnen - Schreiben (eingeschränkt)               |
| B           | #1          | M           | weich, tonsatt          | - Freihandzeichnen - Schreiben (eingeschränkt)               |
| HB          | #2          | TM          | mittel                  | - Schreiben - lineares Zeichnen                              |
| F           | #2½         | –           | mittel                  | - Schreiben - lineares Zeichnen                              |
| H           | #3          | T           | hart                    | - technische Zeichnungen - mathematische Zeichnungen         |
| 2H          | #4          | 2T          | hart                    | - technische Zeichnungen - mathematische Zeichnungen         |
| 3H          | –           | –           | sehr hart               | - technische Detailpläne - graphische Darstellungen          |
| 4H          | –           | –           | sehr hart               | - technische Detailpläne - graphische Darstellungen          |
| 5H          | –           | –           | sehr hart               | - technische Detailpläne - graphische Darstellungen          |
| 6H          | –           | –           | extrem hart             | für Spezialzwecke: - Lithografie - Kartografie - Xylographie |
| 7H          | –           | –           | extrem hart             | für Spezialzwecke: - Lithografie - Kartografie - Xylographie |
| 8H          | –           | –           | extrem hart             | für Spezialzwecke: - Lithografie - Kartografie - Xylographie |
| 9H          | –           | –           | extrem hart             | für Spezialzwecke: - Lithografie - Kartografie - Xylographie |

Es gibt die vier nach englischen Härtebezeichnungen benannten Grundstärken B (black, „schwarz“), HB (hard-black, „hart-schwarz“), F (firm, „fest“) sowie H (hard, „hart“). Die Stärke H ist in neun Stärken von H bis 9H und die Stärke B in neun Stärken von B bis 9B unterteilt, wobei die jeweils größten Stärken von Hersteller zu Hersteller leicht unterschiedlich sind, was Vergleiche erschwert. Die mittelharten Stärken wurden vor allem im Bereich des technischen Zeichnens eingesetzt, weil sie auf dem rauen Zeichenkarton länger spitz blieben, während die weichen Stärken sich eher für den künstlerischen Einsatz eignen. Zum Schreiben eignen sich Stärken zwischen 3B und H am besten.
Es gibt weder eine standardisierte Testmethode noch einen absoluten Maßstab zur Bestimmung des Härtegrads von Bleistiften. Zwar versuchte ein technischer Expertenausschuss unter der Schirmherrschaft der Internationalen Organisation für Normung (ISO) über 15 Jahre eine zuverlässige und wiederholbare Test-Methode für die Bestimmung der Bleistifthärte sowie eine zugehörige Norm zu erarbeiten. Dabei wurde bemerkt, dass die japanischen HB-Stifte etwa ein Grad weicher waren als die der europäischen Hersteller, diese wiederum ein Grad weicher als in den USA. Aber man konnte sich nicht auf einen international übereinstimmenden Standard für Bleistifthärten verständigen, so dass es drei unterschiedliche „Standard“-HB gibt:
- HB – weich (Japan)
- HB – mittel (Europa)
- HB – hart (USA)

Die Firma Derwent hat seit den frühen 1950er Jahren eine hauseigene Norm, Faber-Castell hat mit der Produktionsreihe 9000 im Jahr 1960 einen Standard festgelegt, der über mehrere Jahrzehnte praktisch als Urbleistift für die Härtegrade der Castell-Bleistiftminen verwendet wurde. 2001/2002 ergab eine Überprüfung der laufenden Produktion mit den 1960 definierten Härtegraden, dass im Lauf der Jahre eine geringfügige Verschiebung der Härtegrade aufgetreten war. Im Zuge einer Erstellung eines neuen Standards, der sich exakt an den Vorgaben von 1960 orientierte, wurden daher die Härtegrade den ursprünglichen Normen wieder angepasst, wobei neben der Schwärzung auch der Abrieb in Minen-Millimeter pro Schreibstrecke bei definiertem Auflagedruck das wesentliche Kriterium für Castell-9000-Minen darstellt.

## Kunst

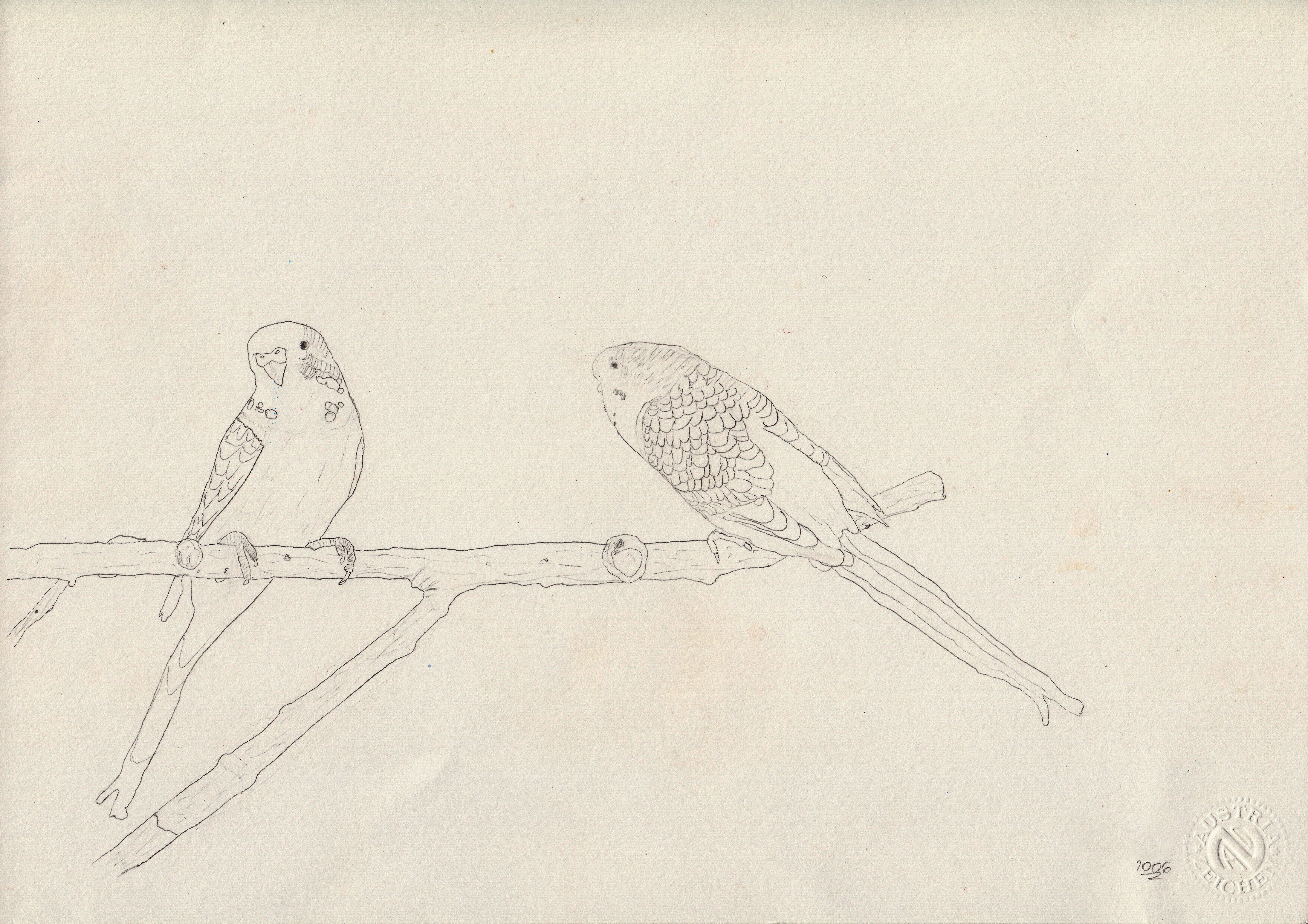
Bleistiftzeichnung von zwei Wellensittichen auf starkem Zeichenpapier

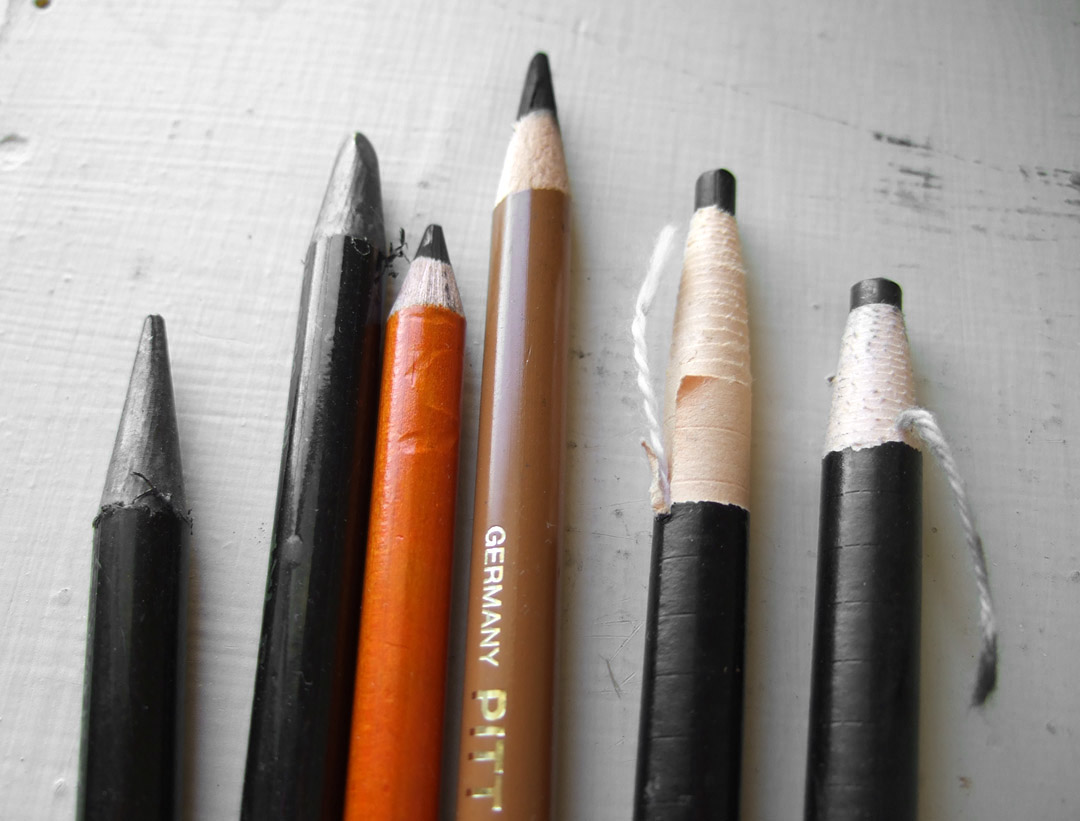
Verschiedene Künstlerstifte; links zwei Graphitstifte, rechts Kohle- und Kreidestifte/PITT-Stifte

Der Bleistift eignet sich nicht nur zum Schreiben, sondern auch zum Zeichnen von Bildern. Dabei besticht vor allem die Möglichkeit, sehr feine Linien zu erzeugen, was mit vergleichbaren Materialien wie Pastellkreide und Zeichenkohle nicht möglich ist. Besonders in klassizistischen Portraitzeichnungen und den für die Romantik typischen Landschaftszeichnungen wurde der Bleistift aufgrund seines feinen Strichs häufig eingesetzt. Des Weiteren gibt es Graphitstifte in den Härtegraden B bis 9B, die aus einer dicken Graphitmine mit einer Folie oder auch nur einer Lackschicht als Ummantelung bestehen. Sie eignen sich vor allem für das Skizzieren und Einfärben großer Flächen. Herausragende Vertreter der Kunst der Bleistiftzeichnung im 19. Jahrhundert waren Wilhelm Hensel, Jean-Auguste-Dominique Ingres und Adolph Menzel.

## Umwelt und Wirtschaft
Die für Bleistifte benutzten Hölzer werden von den meisten Herstellern in eigens dafür vorgesehene Plantagen angepflanzt. Die Lackierung des Stifts ist oft umweltschädlich, weshalb viele namhafte Hersteller mittlerweile als umweltschonend geltende Wasserlackfarben einsetzen oder auf eine Lackierung ganz verzichten. Die Graphitmine hingegen ist völlig unbedenklich.
Die Bleistiftproduktion der vier Nürnberger Firmen (in alphabetischer Reihenfolge: Faber-Castell, Lyra, Schwan-Stabilo und Staedtler) beläuft sich auf jährlich deutlich über drei Milliarden Exemplare; allein Faber-Castell, weltweit größter Hersteller von Bleistiften, kommt auf etwa 1,9 Milliarden. Das verwendete Holz wird meist per Schiff aus Südamerika importiert, der Graphit hingegen aus Minen in Asien.

## Varianten und Hilfsmittel
- Der Buntstift hat statt einer Graphitmine eine farbige Mine aus Farbpigmenten, Fetten, Wachsen, Bindemitteln sowie Mineralstoffen wie Talkum oder Kaolin.
- Der Kopierstift wird zur dokumentenechten Zeichnung verwendet.
- Der Zimmermannsbleistift wird zum Anzeichnen auf Werkstoffen mit rauer, fester Oberfläche wie zum Beispiel Holz eingesetzt. Er wird – da er aufgrund der breiten, nicht kegelförmigen Spitze nicht in einen Anspitzer passt – mit einem scharfen Messer oder Ähnlichem gespitzt.
- Der Fallminen-, Dreh- oder Druckbleistift mit einer Metall- oder Plastikhülle und mechanischem oder automatischem Minenvorschub.
- Der Radiergummi, zum Entfernen des Bleistiftstrichs. Zum Aufhellen oder zur Reinigung der bezeichneten Flächen verwenden Künstler auch knetbares Naturgummi.
- Der Anspitzer zum Spitzen des Bleistifts
- Der Bleistiftverlängerer zum Verlängern von Bleistiften, die durch wiederholtes Anspitzen so kurz geworden sind, dass sie nur noch schlecht mit der Hand zu führen sind.
- Papierwischer, auch Estompes genannt, sind im Handel in sechs Größen zwischen vier und zwölf Millimeter Durchmesser lieferbar. Sie dienen zum fein nuancierten Verteilen des Zeichenmaterials auf dem Bildträger.

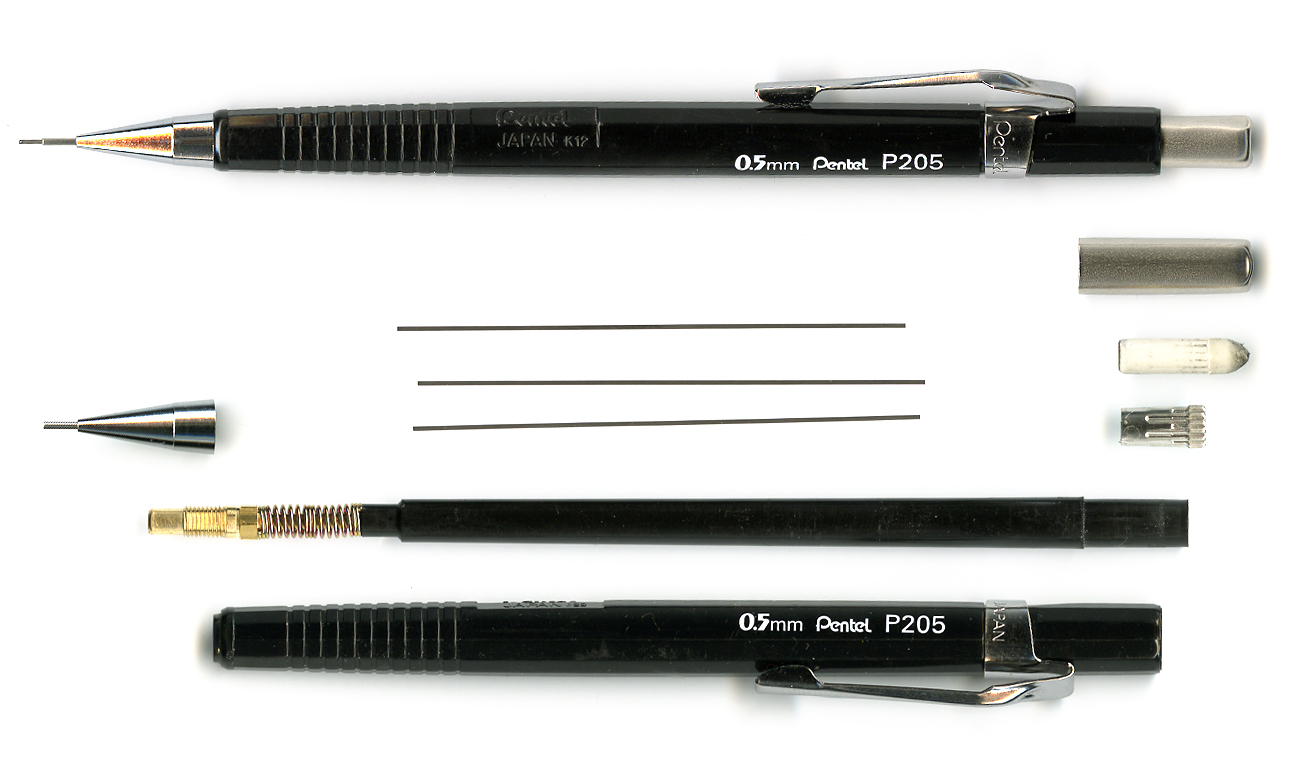
Druckbleistift
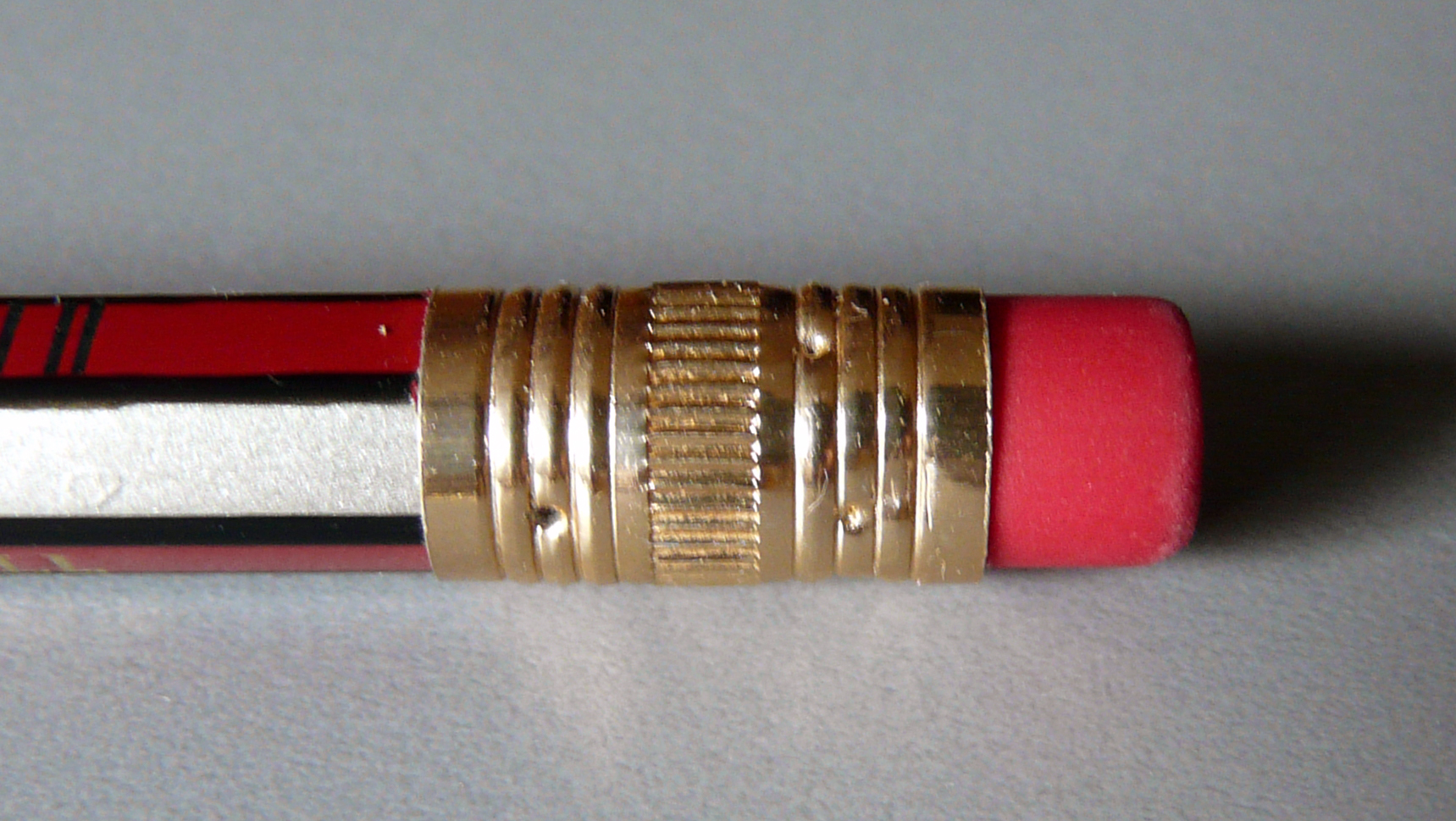
Radiergummi mit Zwinge (Ferrule)
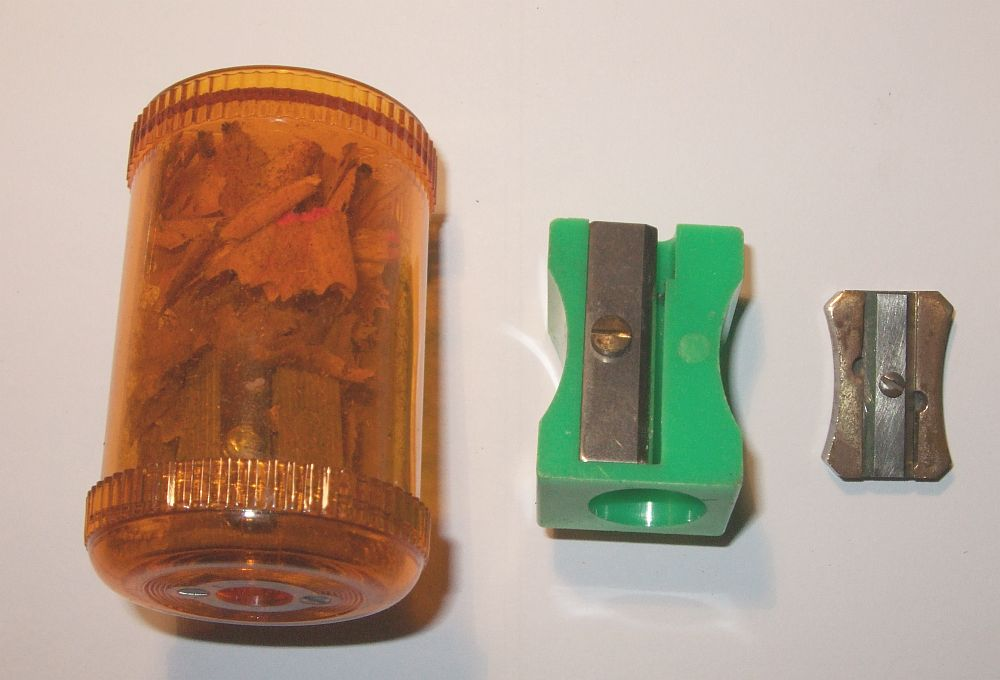
Anspitzer
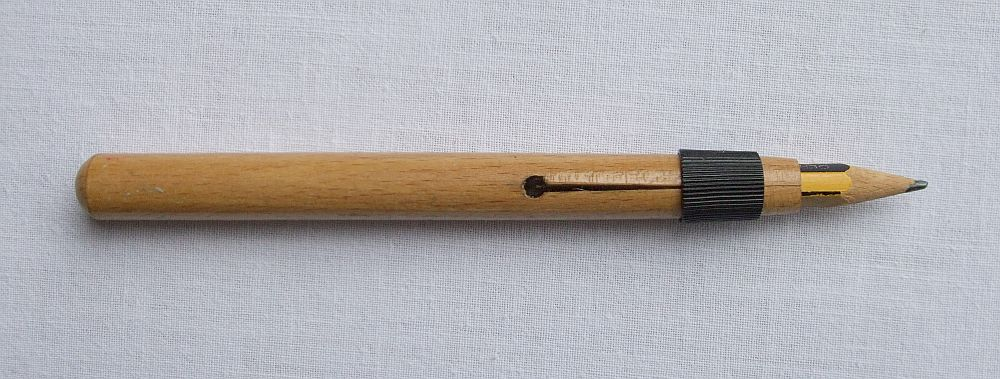
Bleistift-Verlängerer
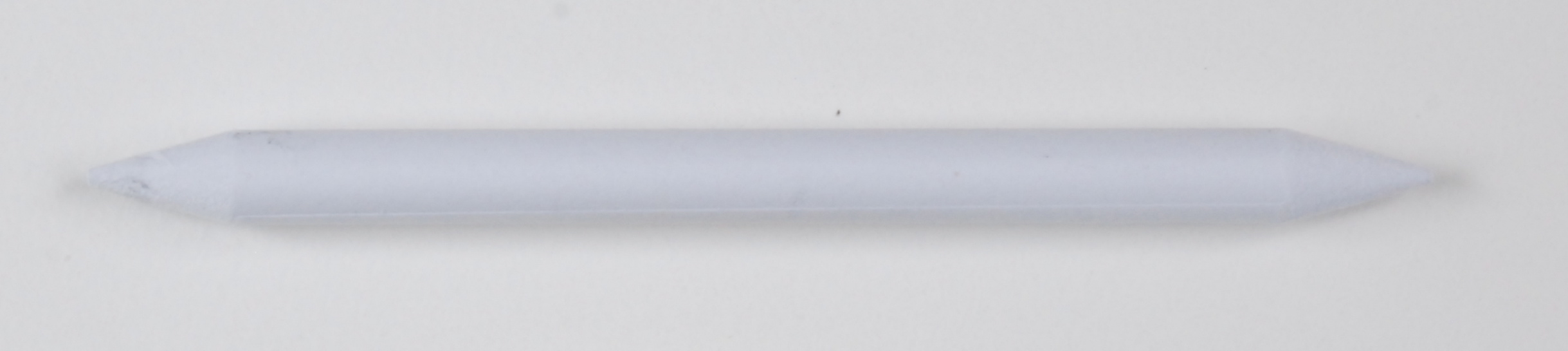
Estompe

## Sonderformen und -verwendungen

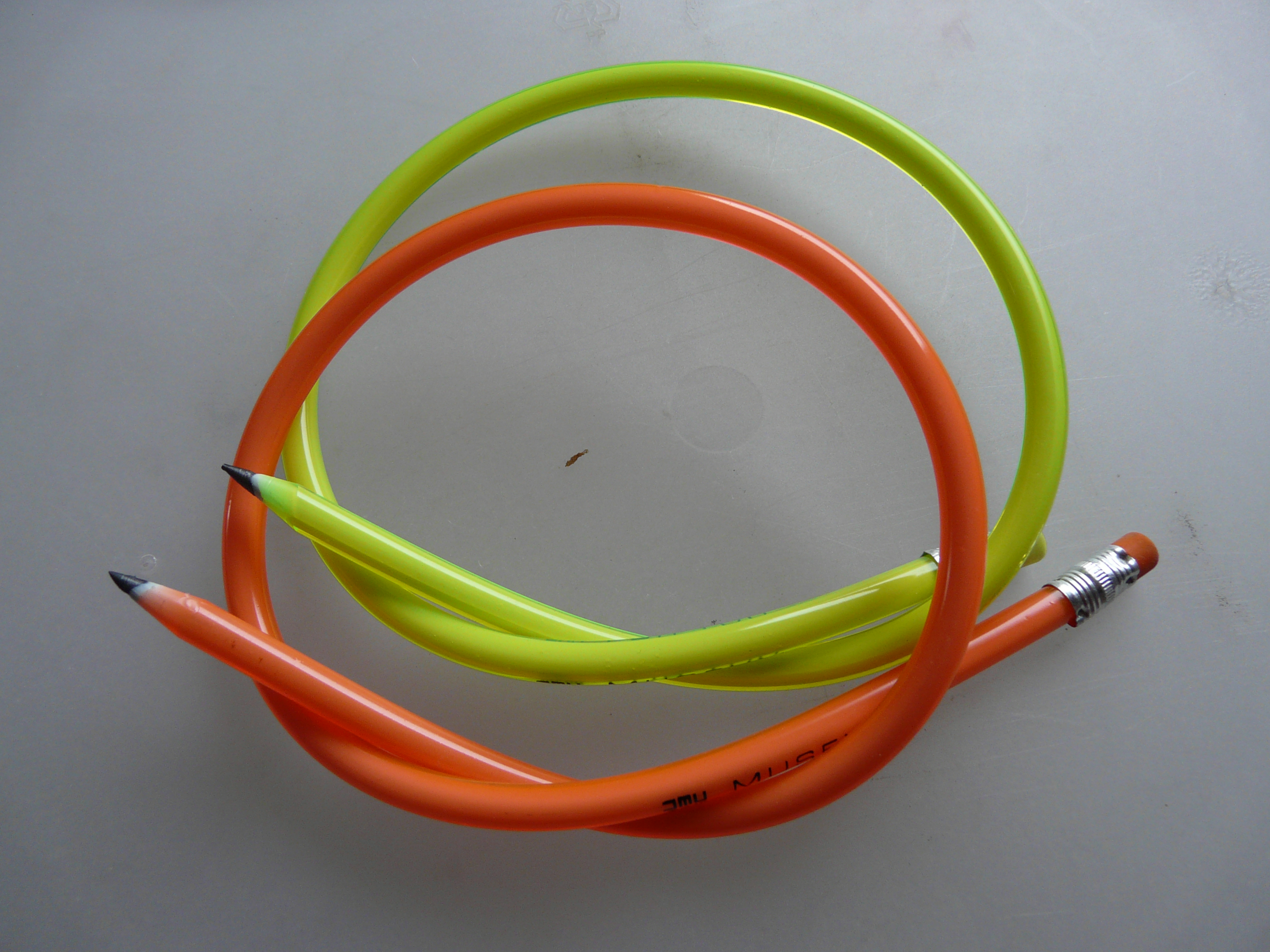
Biegsame Bleistifte

- Der sogenannte „Jumbo-Bleistift“ ist eine Variante, die etwa dreimal so groß wie ein normaler Bleistift ist. Mit bunter Werbung bedruckt, wird er vor allem als Souvenir verkauft. Auch für Schreibanfänger ist er geeignet, weil er dicker und damit besser zu halten ist.
- Der bislang längste Bleistift der Welt wurde in Samer am 10. Oktober 2017 von BIC vorgestellt. Er ist 1091,99 Meter lang und hat bis auf die Länge die Dimensionen eines handelsüblichen Bleistifts.[9]
- Taucher schreiben mit Bleistiften unter Wasser auf Kunststofftafeln, deren Oberfläche leicht aufgeraut wurde.

## Trivia
- Im Deutschen Kaiserreich wurde den Schulbehörden und -vorständen die Verwendung von Bleistiften aus deutsch-ostafrikanischem Zedernholz „unter Hinweis auf das patriotische Interesse“ nahegelegt.
- In Nürnberg ist das Bleiweißviertel nach dem Handwerk der Bleistiftmacher benannt, die sich dort seit dem 17. Jahrhundert angesiedelt haben.
- Nach seiner Form heißt der Messeturm in Frankfurt am Main auch „Bleistift“ und der Tour du Crédit Lyonnais in Lyon „crayon“.